# Daybreak's Bell
Daybreak's Bell è un brano musicale del gruppo musicale giapponese de L'Arc~en~Ciel, pubblicato come quarto singolo estratto dall'album Kiss il 10 ottobre 2007. Il singolo ha raggiunto la prima posizione della classifica Oricon dei singoli più venduti in Giappone, vendendo 174 334 copie. Il brano è stato utilizzato come prima sigla d'apertura dell'anime Mobile Suit Gundam 00, e come sigla finale dell'episodio finale. Il brano è inoltre presente nel videogioco per Nintendo DS Meccha! Taiko no Tatsujin DS: 7tsu no Shima no Daibouken.

## Tracce
CD Singolo KSCL-1200
1. DAYBREAK'S BELL
2. Natsu no Yuutsu (SEA IN BLOOD 2007) (夏の憂鬱; Summer Melancholy)
3. DAYBREAK'S BELL (hydeless version)
4. Natsu no Yuutsu (SEA IN BLOOD 2007) (TETSU P'UNKless version)

Durata totale: 16:39

## Classifiche
| Classifica (2007) | Posizione più alta |
| ----------------- | ------------------ |
| Giappone (Oricon) | 1                  |